# Lijst van golfbanen in Taiwan
De lijst van golfbanen in Taiwan is niet volledig. Alleen de beroemdste banen zijn weergegeven.
Kort na de Eerste Wereldoorlog werd golf op Taiwan geïntroduceerd, nu heeft Taiwan ruim 70 golfbanen. De oudste golfclub is de Taiwan Golf & Country Club. 

## Golfbanen in Taiwan
- Formosa First Country Club
- Miramar Golf & Country Club
- Pei Kuo Hua Tou Golf en Country Club
- Palm Lakes Golf Resort (18 holes), besloten club
- Typhone Golf Course (27 holes) in Gau Shuh Ping Tung
- K I M Golf & Country Club (18 holes) in Kaosiung
- Kantou Golf & Country Club (18 holes) in Tailiao Village, Kingchieh, Nantou County
- Chang An Golf & Country Club (27 holes) in Kung-si, Hsin-Chu County
- Wan Yi Golf & Country Club (18 holes) in Kwan-Miau Hsiang, Tainan County
- Linkou Golf and Country Club (27 holes) in Linkou
- Ta Shee Golf Course (27 holes), Ta Shee, Tao Yuan
- National Garden Golf Course (27 holes) in Miao Li
- Wan Fong Golf Club (18 Holes), Chao Wei Ling, Santou City
- Ta Kang-Shan Golf Course (18 holes), Si Te Village, Tan Liao, Kaohsiung County
- Eagle Golf Club (18 holes) in  Sun-Suei Village, Lung-Tang, Taoyuan County
- Formosa Yangmei Country Club (27) in Shou Chai Yo, Yangmei, Taoyuan
- The Orient Golf and Country Club (18 holes) in Kueishan, Touyuan County, ontwerp van Ronald Fream
- Wing On Resort & Country Club (18 holes) in  Tung Yuan Tung shan Shian, Tainan County, ontwerp van Pete en Perry Dye.
- Kaihsiung Golf & Country Club (18 holes) in  Tahua Village, Wu Sung, Kaohsiung County

#### In en om Taipei
- Taiwan Golf and Country Club (18+9 holes), in Yoo-che Li, Tamsui, Taipei County
- Pei-Tou Kuo Hua Golf and Country Club (18 holes), in Ping Deng Li, Tamsui Villiage, Taipei County
- New Tamsui Golf Club in Tamsui, Taipei County
- Da-Shee Golf Course & Resort (27 holes), uur buiten Taipe
- Sunrise Golf & Country Club (18), ontwerp van Robert Trent Jones Jr
- Chia Yi Golf Course (18 holes), Yung Kang St., Taipei
- Pearl Heights Golf Course (18 holes), in Tsou-Li Village, Shie-man, Taipei County
- Tong Hua Golf Course (18 holes) in Sha Pu Village, Lin Kou, Taipei County